# Rick Derringer
Rick Derringer, geboren als Ricky Dean Zehringer, (Celina (Ohio), 5 augustus 1947 – Ormond Beach (Florida), 26 mei 2025) was een Amerikaanse zanger/gitarist en producer die met veel verschillende muzikanten heeft samengewerkt, zoals The McCoys, Steely Dan, Jim Steinman en de broers Johnny Winter en Edgar Winter.

## Biografie
Derringer begon in het midden van de jaren '60 met zijn eerste bandje het Rick Z. combo. Deze band werd later omgedoopt tot The McCoys en haalde een nummer 1-notering in de Amerikaanse Billboard Charts met het liedje Hang On Sloopy. Deze plaat werd uitgebracht op Bang Records. Derringer was erg geïnteresseerd in vuurwapens en het logo van die platenmaatschappij (een Derringer pistool) inspireerde hem tot zijn artiestennaam. 
Rond 1970 raakte hij meer geïnteresseerd in rock- en bluesmuziek en ging hij deel uitmaken van de begeleidingsband And van de gitarist Johnny Winter, met wie hij de albums “Johnny Winter And” en “Live Johnny Winter And” opnam.  Daarna speelde hij met Johnny's broer Edgar in de bands Edgar Winters White Trash en The Edgar Winter Group. In 1973 bracht Rick zijn eerste soloalbum uit, getiteld “All-American Boy”. Op dat album stond ook zijn eerste single Rock –N- Roll Hoochie Koo, dat de 23e plaats behaalde in de Billboard Hot 100. Dat was zijn grootste hit. 
Rick Derringer speelde op drie albums van Steely Dan, “Countdown to Extacy” (1973), “Katy lied” (1975) en “Gaucho” (1980). Vanaf 1983 heeft hij veel samengewerkt met de producer/componist Jim Steinman, onder meer bij albums van Meat Loaf.  Derringer heeft ook meegewerkt aan “The Wrestling Album”, waaronder het lied Real American, dat wordt gespeeld als Hulk Hogan opkomt voor wedstrijden. Ook heeft Rick Derringer meegespeeld op albums van Alice Cooper (“Killer”) en Kiss (“Lick it up”). Hij heeft eveneens gewerkt met drummer Carmine Appice en bassist Tim Bogert, die deel hebben uitgemaakt van de bands Vanilla Fudge, Cactus en Beck, Bogert & Appice.
"Weird Al" Yankovic, die veel parodieën maakte op bekende hits, vroeg hem om zijn albums te produceren. Derringer nam tussen 1983 en 1989 zes albums met hem op. Dat bezorgde hem de enige Grammy Award in zijn muzikale loopbaan. In 2002 nam hij het album “Free Ride Smooth Jazz” uit, met zang van zijn vrouw Jenda. In 2008 verscheen zijn album “Knighted by the blues” en de single Sometimes, geschreven door Jenda. 
In 2011 heeft Rick Derringer deel uitgemaakt van de 11th AllStars Band van Ringo Starr, met onder meer Edgar Winter, Gary Wright en Mr. Mister ’s Richard Page. In 2017 bracht hij samen met de baseballspelers Tom Seaver en Gary Redus een versie uit van Take me out to the ball game, een liedje dat oorspronkelijk dateert van 1908 en beschouwd wordt als het lijflied van Amerikaanse baseballsupporters.
Derringer overleed in mei 2025 op 77-jarige leeftijd.

## Discografie

### Rick Derringer
Studioalbums
- All American Boy (1973) US No. 25
- Spring Fever (1975) US No. 141
- Guitars and Women (1979)
- Face to Face (1980)
- Good Dirty Fun (1983)
- Back to the Blues (1993)
- Electra Blues (1994)
- Tend the Fire (1997)
- Blues Deluxe (1998)
- Guitars and Women (1998)
- Jackhammer Blues (2000)
- Free Ride (2002)
- Rockin' American (2007)
- Knighted by the Blues (2009)

Compilaties
- Rock and Roll Hoochie Koo: The Best of Rick Derringer (1996)
- Collection: The Blues Bureau Years (2006)
- The Three Kings of the Blues (2010)

Livealbums
- Live in Cleveland (1977)
- King Biscuit Flower Hour (1998)
- Live in Japan (1998)
  - met Edgar Winter
- Rick Derringer & Friends (1998)
  - met Edgar Winter, Ian Hunter, Dr. John, Lorna Luff en Hall & Oates
- Live at Cheney Hall (2006)
- Rock Spectacular: Live at the Ritz 1982 (2010)

### Derringer
Studioalbums
- Derringer (1976) US No. 154
- Sweet Evil (1977) US No. 169
- If I Weren't So Romantic, I'd Shoot You (1978)

Kompilatie albums
- Required Rocking (1996)

Livealbums
- Derringer Live (1977) US No. 123

### DNA
- Party Tested (1983)
  - Rick Derringer and Carmine Appice

### DBA
- Doin' Business As Derringer Bogert Appice (2001)
  - Rick Derringer, Tim Bogert and Carmine Appice

- Bibsys: 14025457
- Bibliothèque nationale de France: cb13930794v (data)
- Gemeinsame Normdatei: 128483946
- International Standard Name Identifier: 0000 0000 5514 5734
- Library of Congress Control Number: n93115273
- MusicBrainz: 9259284f-5f4e-4c77-ab33-faa5d8bed31b
- Nationale en Universitaire bibliotheek Zagreb: 000692125
- Virtual International Authority File: 54335424
- WorldCat: E39PBJxGVbGKGJpfYyrtQY8V4q